# 周威佑
周威佑（1962年9月15日—），臺灣政治人物，民主進步黨黨員，現任民主進步黨主席室主任。曾任臺北市議會議員。原籍中華民國浙江省東陽縣，是臺灣外省人第二代。
新竹中學畢業、國立臺灣大學法律系法學組學士。曾任「臺灣農權總會」執行幹事、「新國會聯合研究室」副主任、「臺灣勞工陣線」法律事務部主任、「臺北市議員段宜康競選總部」總幹事、「立法委員段宜康競選總部」總幹事，2002年至2022年擔任臺北市議員。
2024年，周威佑入選民進黨不分區立法委員名單中第32位，為民進黨立委候選人。

## 軼事
- 周威佑曾將自己的734研究室更換為原屬於秦儷舫的731研究室，此舉被議員們揶揄為懷念「舊愛」，因為議會流傳周威佑曾經心儀秦儷舫[3]。

## 選舉紀錄
| 年度 | 選舉屆數               | 選舉區                                 | 所屬政黨   | 得票數    | 得票率 | 當選標記 | 備註 |
| ---- | ---------------------- | -------------------------------------- | ---------- | --------- | ------ | -------- | ---- |
| 1996 | 第三屆國民大會代表選舉 | 台北市第三選舉區                       | 民主進步黨 | 29,993    | 6.31%  |          |      |
| 2002 | 第九屆台北市議員選舉   | 台北市第五選舉區                       | 民主進步黨 | 13,671    | 7.31%  |          |      |
| 2006 | 第十屆台北市議員選舉   | 台北市第五選舉區                       | 民主進步黨 | 16,118    | 9.36%  |          |      |
| 2010 | 第十一屆台北市議員選舉 | 台北市第五選舉區                       | 民主進步黨 | 14,762    | 7.78%  |          |      |
| 2014 | 第十二屆台北市議員選舉 | 台北市第五選舉區                       | 民主進步黨 | 20,663    | 10.62% |          |      |
| 2018 | 第十三屆台北市議員選舉 | 台北市第五選舉區                       | 民主進步黨 | 13,268    | 7.41%  |          |      |
| 2024 | 第十一屆立法委員選舉   | 全國不分區及僑居國外國民立法委員選舉區 | 民主進步黨 | 4,982,062 | 38.16% |          |      |

## 外部連結
- 臺北市議會議員 周議員威佑（页面存档备份，存于）
- 台北市議員周威佑的Facebook專頁粉絲